# Костенко Дмитро Дмитрович
Дмитро Дмитрович Костенко (11 липня 1937, Київ — 15 липня 2010, Київ) — радянський футболіст, що грав на позиції нападника і півзахисника. Відомий за виступами у складі луганської «Зорі», у складі якої зіграв більш ніж 250 матчів у чемпіонатах СРСР. Чемпіон УРСР серед команд класу «Б» 1962 року.

## Клубна кар'єра
Дмитро Костенко народився у Києві. Розпочав займатися футболом у ленінградських «Трудових Резервах», а з 1957 року став гравцем команди класу «Б» «Трудові Резерви»  з Луганська. У цій команді Костенко став одним із основним гравців атакуючої ланки команди, у 1960 році увійшов до списку 33 найкращих футболістів УРСР у класі «Б». У 1962 році Дмитро Костенко разом із командою став переможцем чемпіонату УРСР серед команд класу «Б» 1962 року, за підсумками якого команда вийшла до другої групи класу «А». У складі луганської команди футболіст грав до 1965 року, зігравши у її складі 252 матчі у чемпіонатах СРСР. У 1966 році став гравцем команди другої групи класу «А» «Таврія» з Сімферополя, у складі якої провів один сезон, після чого завершив виступи на футбольних полях. У 1968—1972 роках Дмитро Костенко тренував футбольну збірну Чукотського автономного округу. Помер Дмитро Костенко у 2010 році в Києві.